# Liga de Fútbol de Tayikistán 2020
La Liga de Fútbol de Tayikistán 2020 fue la 29.ª edición de la Liga de fútbol de Tayikistán, la máxima categoría de Tayikistán.

## Equipos participantes
- CSKA Pamir Dushanbe
- FC Dushanbe-83 (P)
- FK Fayzkand (P)
- FK Istaravshan
- FC Istiklol Dushanbe (C)
- FC Khatlon
- FK Khujand
- Kuktosh Rudaki
- FC Lokomotiv-Pamir (P)
- Regar-TadAZ Tursunzoda

## Tabla de posiciones
| Pos. | Equipo          | Pts. | PJ | G  | E | P  | GF | GC | Dif. | Clasificación o descenso                     |
| ---- | --------------- | ---- | -- | -- | - | -- | -- | -- | ---- | -------------------------------------------- |
| 1    | Istiklol (C)    | 45   | 18 | 14 | 3 | 1  | 61 | 11 | +50  | Clasifica a Liga de Campeones de la AFC 2021 |
| 2    | Khujand         | 35   | 18 | 11 | 2 | 5  | 30 | 23 | +7   | Clasifica a los playoffs de Copa AFC 2021    |
| 3    | CSKA Pamir      | 29   | 18 | 8  | 5 | 5  | 29 | 25 | +4   |                                              |
| 4    | Kuktosh         | 28   | 18 | 7  | 7 | 4  | 30 | 24 | +6   |                                              |
| 5    | Khatlon         | 26   | 18 | 6  | 8 | 4  | 27 | 24 | +3   |                                              |
| 6    | Dushanbe-83     | 20   | 18 | 5  | 5 | 8  | 20 | 29 | −9   |                                              |
| 7    | Fayzkand        | 19   | 18 | 4  | 7 | 7  | 17 | 31 | −14  |                                              |
| 8    | Istaravshan     | 17   | 18 | 4  | 5 | 9  | 29 | 38 | −9   |                                              |
| 9    | Lokomotiv-Pamir | 14   | 18 | 3  | 5 | 10 | 14 | 26 | −12  | Descenso a la Primera Liga de Tayikistán     |
| 10   | Regar-TadAZ     | 12   | 18 | 3  | 3 | 12 | 21 | 47 | −26  | Descenso a la Primera Liga de Tayikistán     |

 Fuente: FFT
Criterios de clasificación: 1) Puntos; 2) puntos entre sí; 3) diferencia de goles; 4) Goles marcados.